# Zdeněk Kaláb (volejbalista)
Zdeněk Kaláb (* 9. února 1961, Zlín) je bývalý český volejbalista, který reprezentoval Československo. S jeho reprezentací získal stříbrnou medaili na mistrovství Evropy v roce 1985. Má též bronz ze Světového poháru v roce 1985. Hrál též na třech světových šampionátech (1982 – 9. místo, 1986 – 8. místo, 1990 – 9. místo) a čtyřech dalších evropských (1981 – 4. místo, 1983 – 5. místo, 1987 – 6. místo, 1991 – 9. – 12. místo). Za národní tým nastupoval v letech 1981–1991. Hrál za kluby VŠ Praha, RH Praha, Aero Odolena Voda, Fatra Zlín, Karbo Benátky nad Jizerou, GS Cittá di Castello Pallavolo, Mia Verona, Lecce Pen Torino. Na vojně v RH Praha získal svůj první československý mistrovský titul (1986), v Odolene Vodě pak přidal další dva (1987, 1988). Se Zlínem později získal ještě titul mistra Česka (1998). Třikrát byl vyhlášen nejlepším československým volejbalistou roku (1985, 1986, 1987). Vystudoval VŠE v Praze a po skončení hráčské kariéry začal podnikat, založil firmu Alutec K&K. Měřil 203 cm, měl přezdívku Karbo.